# Lago Dorotea
El lago Dorotea, es un cuerpo de agua superficial ubicado al norte de Puerto Natales, en la Región de Magallanes y Antártica Chilena, en el extremo sur de Chile.

## Ubicación
Está ubicado cerca de la frontera internacional y desagua a través del río Rivas en el lago Sofía que a su vez desagua por el río Sofía en el río Prat (Última Esperanza) que finalmente desemboca en el seno Última Esperanza.

## Historia
Luis Risopatrón la describe en su Diccionario Jeográfico de Chile de 1924:: 304 
Dorotea (Laguna). Pequeña, se encuentra a corta distancia del NW de la cordillera del mismo nombre, cercana a la línea de límites con la Arjentina.

## Población, economía y ecología
La zona es de un gran atractivo turístico y su ciudad más cercana es Puerto Natales.